# 621
621 (DCXXI) fue un año común comenzado en jueves del calendario juliano, en vigor en aquella fecha.

## Acontecimientos

### Por lugar

#### Imperio bizantino
- El emperador Heraclio concluye a cambio de un tributo anual un tratado de paz con los ávaros en la península balcánica, permitiendo así concentrar las fuerzas bizantinas contra el Imperio sasánida.

#### Europa
- El rey visigodo Sisebuto muere tras un reinado de nueve años y es entronizado por la nobleza su hijo Recaredo II, un niño. Recaredo muere a los pocos días,[1] y es sucedido por su medio tío y regente Suintila.

#### Asia
- El emperador chino Gaozu delega el control de su administración civil y militar en el este a su segundo hijo, Li Shimin, y se concentra en la reforma de la acuñación de moneda y la fiscalidad.
- 28 de mayo – Batalla de Hulao: Li Shimin derrota al ejército numéricamente superior de Dou Jiande cerca del paso de Hulao.
- 4 de junio – Wang Shichong, emperador autoproclamado, se rinde ante Li Shimin en Luoyang tras la derrota de Dou Jiande. Gaozu le perdona la vida, pero más tarde es asesinado.

### Por tema

#### Religión
- Según el Corán, el profeta islámico Mahoma visita el cielo a lomos del corcel/unicornio con alas Buraq durante la Isra wal-Miraj (Noche de la Ascensión) desde La Meca, regresando después allí tras pasar por el Monte del Templo de Jerusalén.

#### Tecnología
- Los chinos establecen una oficina imperial para la fabricación de porcelana. Su tecnología avanzará aún más bajo la dinastía Tang (fecha aproximada).

## Nacimientos
- Ardacher III (m. 630), sah del Imperio sasánida.
- Gertrudis de Nivelles (m. 659), abadesa franca.
- Suraqah al-Bariqi (m. 698), poeta árabe.

## Fallecimientos
- Dou Jiande (n. 573), general de la dinastía Sui.
- Dou Kang, general de la dinastía Sui.
- 15 de noviembre – Maclovio, obispo galés.
- Sisebuto, rey de los visigodos.
- Recaredo II, rey de los visigodos.
- Wang Shichong, general de la dinastía Sui.
- Xiao Xian (n. 583), príncipe de la dinastía Liang.
- Zhu Can, líder rebelde durante la dinastía Sui.